# Firestone Grand Prix van St. Petersburg 2022
De Firestone Grand Prix van St. Petersburg 2022 was een IndyCar-motorrace die op 27 februari 2022 werd gehouden op de Straten van Saint Petersburg in Saint Petersburg, Florida. Het was de seizoensopener van de IndyCar Series 2022. De wedstrijd duurde 100 ronden.
Scott McLaughlin van Team Penske scoorde zijn eerste pole in de kwalificatie en claimde zijn eerste raceoverwinning in de series op Álex Palou, nadat hij de meeste ronden in de race aan de leiding reed. Will Power, McLaughlin's teamgenoot, eindigde als derde en completeerde het podium.

## Achtergrond
In september 2021 werd aangekondigd dat St. Petersburg, Florida de eerste race van het seizoen 2022 zou organiseren op 27 februari 2022. Dit betekende de eerste start in februari voor de IndyCar-series sinds het seizoen 2004 en de vroegste start van het seizoen sinds 2003 (op hetzelfde circuit).
Colton Herta was de verdedigende racewinnaar, nadat hij in 2021 de vorige Firestone Grand Prix van St. Petersburg had gewonnen.

### Inschrijvingen
26 coureurs deden mee aan de race, waarvan er zes als rookies voor het seizoen 2022 werden geklasseerd. Vier rookies maakten hun IndyCar-racedebuut, twee van hen voor A. J. Foyt Enterprises: Kyle Kirkwood maakte zijn debuut bij het team na het winnen van het Indy Lights-kampioenschap van 2021, naast voormalig Super Formula en WEC coureur Tatiana Calderón, die haar zitje veiligstelde nadat ze indruk had gemaakt na een test met het team in 2021. Indy Lights runner-up David Malukas debuteerde voor Dale Coyne Racing, terwijl de Canadese coureur Devlin DeFrancesco, die zesde was geworden in het Indy Lights-kampioenschap, debuteerde voor Andretti Steinbrenner Autosport.
W = eerdere winnaar
R = rookie
| No.   | Coureur               | Team                                    | Motor     |
| ----- | --------------------- | --------------------------------------- | --------- |
| 2     | Josef Newgarden W     | Team Penske                             | Chevrolet |
| 3     | Scott McLaughlin      | Team Penske                             | Chevrolet |
| 4     | Dalton Kellett        | A. J. Foyt Enterprises                  | Chevrolet |
| 5     | Patricio O'Ward       | Arrow McLaren SP                        | Chevrolet |
| 06    | Hélio Castroneves W   | Meyer Shank Racing                      | Honda     |
| 7     | Felix Rosenqvist      | Arrow McLaren SP                        | Chevrolet |
| 8     | Marcus Ericsson       | Chip Ganassi Racing                     | Honda     |
| 9     | Scott Dixon           | Chip Ganassi Racing                     | Honda     |
| 10    | Álex Palou            | Chip Ganassi Racing                     | Honda     |
| 11    | Tatiana Calderón R    | A. J. Foyt Enterprises                  | Chevrolet |
| 12    | Will Power W          | Team Penske                             | Chevrolet |
| 14    | Kyle Kirkwood R       | A. J. Foyt Enterprises                  | Chevrolet |
| 15    | Graham Rahal W        | Rahal Letterman Lanigan Racing          | Honda     |
| 18    | David Malukas R       | Dale Coyne Racing with HMD Motorsports  | Honda     |
| 20    | Conor Daly            | Ed Carpenter Racing                     | Chevrolet |
| 21    | Rinus VeeKay          | Ed Carpenter Racing                     | Chevrolet |
| 26    | Colton Herta W        | Andretti Autosport with Curb-Agajanian  | Honda     |
| 27    | Alexander Rossi       | Andretti Autosport                      | Honda     |
| 28    | Romain Grosjean       | Andretti Autosport                      | Honda     |
| 29    | Devlin DeFrancesco R  | Andretti Steinbrenner Autosport         | Honda     |
| 30    | Christian Lundgaard R | Rahal Letterman Lanigan Racing          | Honda     |
| 45    | Jack Harvey           | Rahal Letterman Lanigan Racing          | Honda     |
| 48    | Jimmie Johnson        | Chip Ganassi Racing                     | Honda     |
| 51    | Takuma Sato           | Dale Coyne Racing with Rick Ware Racing | Honda     |
| 60    | Simon Pagenaud        | Meyer Shank Racing                      | Honda     |
| 77    | Callum Ilott R        | Juncos Hollinger Racing                 | Chevrolet |
| Bron: |                       |                                         |           |

## Classificatie

### Trainingen

#### Training 1
| Pos.  | No. | Coureur         | Team                                   | Motor     | Tijd      |
| ----- | --- | --------------- | -------------------------------------- | --------- | --------- |
| 1     | 28  | Romain Grosjean | Andretti Autosport                     | Honda     | 1:01:0525 |
| 2     | 26  | Colton Herta W  | Andretti Autosport with Curb-Agajanian | Honda     | 1:01:1567 |
| 3     | 12  | Will Power W    | Team Penske                            | Chevrolet | 1:01:2282 |
| Bron: |     |                 |                                        |           |           |

#### Training 2
| Pos.  | No. | Coureur          | Team                                   | Motor     | Tijd       |
| ----- | --- | ---------------- | -------------------------------------- | --------- | ---------- |
| 1     | 3   | Scott McLaughlin | Team Penske                            | Chevrolet | 00:59.7342 |
| 2     | 26  | Colton Herta W   | Andretti Autosport with Curb-Agajanian | Honda     | 01:00.0851 |
| 3     | 60  | Simon Pagenaud   | Meyer Shank Racing                     | Honda     | 01:00.0853 |
| Bron: |     |                  |                                        |           |            |

### Kwalificatie
| Pos.  | No. | Coureur               | Team                                    | Motor     | Tijd       | Tijd       | Tijd       | Tijd       | Grid |
| Pos.  | No. | Coureur               | Team                                    | Motor     | Ronde 1    | Ronde 1    | Ronde 2    | Ronde 3    | Grid |
| Pos.  | No. | Coureur               | Team                                    | Motor     | Groep 1    | Groep 2    | Ronde 2    | Ronde 3    | Grid |
| ----- | --- | --------------------- | --------------------------------------- | --------- | ---------- | ---------- | ---------- | ---------- | ---- |
| 1     | 3   | Scott McLaughlin      | Team Penske                             | Chevrolet | N/A        | 00:59.5846 | 00:59.5157 | 00:59.4821 | 1    |
| 2     | 12  | Will Power W          | Team Penske                             | Chevrolet | N/A        | 00:59.3929 | 00:59.3466 | 00:59.6058 | 2    |
| 3     | 26  | Colton Herta W        | Andretti Autosport with Curb-Agajanian  | Honda     | 00:59.4662 | N/A        | 00:59.4051 | 00:59.7104 | 3    |
| 4     | 21  | Rinus VeeKay          | Ed Carpenter Racing                     | Chevrolet | 00:59.8046 | N/A        | 00:59.6232 | 00:59.8102 | 4    |
| 5     | 28  | Romain Grosjean       | Andretti Autosport                      | Honda     | N/A        | 00:59.6267 | 00:59.5559 | 00:59.8116 | 5    |
| 6     | 60  | Simon Pagenaud        | Meyer Shank Racing                      | Honda     | N/A        | 00:59.7039 | 00:59.5881 | 01:00.2041 | 6    |
| 7     | 9   | Scott Dixon           | Chip Ganassi Racing                     | Honda     | 00:59.8106 | N/A        | 00:59.7579 | N/A        | 7    |
| 8     | 8   | Marcus Ericsson       | Chip Ganassi Racing                     | Honda     | N/A        | 00:59.8815 | 00:59.8241 | N/A        | 8    |
| 9     | 2   | Josef Newgarden W     | Team Penske                             | Chevrolet | 00:59.9148 | N/A        | 00:59.8862 | N/A        | 9    |
| 10    | 10  | Álex Palou            | Chip Ganassi Racing                     | Honda     | N/A        | 00:59.8956 | 00:59.9584 | N/A        | 10   |
| 11    | 15  | Graham Rahal W        | Rahal Letterman Lanigan Racing          | Honda     | 00:59.7760 | N/A        | 00:59.9870 | N/A        | 11   |
| 12    | 14  | Kyle Kirkwood R       | A. J. Foyt Enterprises                  | Chevrolet | 00:59.8534 | N/A        | 01:00.2616 | N/A        | 12   |
| 13    | 27  | Alexander Rossi       | Andretti Autosport                      | Honda     | 00:59.9931 | N/A        | N/A        | N/A        | 13   |
| 14    | 4   | Dalton Kellett        | A. J. Foyt Enterprises                  | Chevrolet | N/A        | 00:59.9521 | N/A        | N/A        | 14   |
| 15    | 30  | Christian Lundgaard R | Rahal Letterman Lanigan Racing          | Honda     | 01:00.0276 | N/A        | N/A        | N/A        | 15   |
| 16    | 5   | Patricio O'Ward       | Arrow McLaren SP                        | Chevrolet | N/A        | 01:00.0021 | N/A        | N/A        | 16   |
| 17    | 06  | Hélio Castroneves W   | Meyer Shank Racing                      | Honda     | 01:00.1426 | N/A        | N/A        | N/A        | 17   |
| 18    | 29  | Devlin DeFrancesco R  | Andretti Steinbrenner Autosport         | Honda     | N/A        | 01:00.0850 | N/A        | N/A        | 18   |
| 19    | 77  | Callum Ilott R        | Juncos Hollinger Racing                 | Chevrolet | 01:00.2121 | N/A        | N/A        | N/A        | 19   |
| 20    | 20  | Conor Daly            | Ed Carpenter Racing                     | Chevrolet | N/A        | 01:00.1921 | N/A        | N/A        | 20   |
| 21    | 7   | Felix Rosenqvist      | Arrow McLaren SP                        | Chevrolet | 01:00.3918 | N/A        | N/A        | N/A        | 21   |
| 22    | 51  | Takuma Sato           | Dale Coyne Racing with Rick Ware Racing | Honda     | N/A        | 01:00.2930 | N/A        | N/A        | 22   |
| 23    | 45  | Jack Harvey           | Rahal Letterman Lanigan Racing          | Honda     | 01:00.5333 | N/A        | N/A        | N/A        | 22   |
| 24    | 18  | David Malukas R       | Dale Coyne Racing with HMD Motorsports  | Honda     | N/A        | 01:00.4601 | N/A        | N/A        | 24   |
| 25    | 11  | Tatiana Calderón R    | A. J. Foyt Enterprises                  | Chevrolet | 01:00.9391 | N/A        | N/A        | N/A        | 25   |
| 26    | 48  | Jimmie Johnson        | Chip Ganassi Racing                     | Honda     | N/A        | 01:01.0273 | N/A        | N/A        | 26   |
| Bron: |     |                       |                                         |           |            |            |            |            |      |

- Vetgedrukte tekst geeft de snelste tijd in de sessie aan.

### Warmup
| Pos.  | No. | Coureur           | Team                                   | Motor     | Tijd       |
| ----- | --- | ----------------- | -------------------------------------- | --------- | ---------- |
| 1     | 26  | Colton Herta W    | Andretti Autosport with Curb-Agajanian | Honda     | 01:00.3283 |
| 2     | 2   | Josef Newgarden W | Team Penske                            | Chevrolet | 01:00.5971 |
| 3     | 10  | Álex Palou        | Chip Ganassi Racing                    | Honda     | 01:00.8311 |
| Bron: |     |                   |                                        |           |            |

### Race
De race begon om 12:00 PM ET op 27 februari 2022.
| Pos.                                                                    | No. | Coureur               | Team                                    | Motor     | Rondes | Tijd         | Pit stops | Grid | Geleide ronden | Pts. |
| ----------------------------------------------------------------------- | --- | --------------------- | --------------------------------------- | --------- | ------ | ------------ | --------- | ---- | -------------- | ---- |
| 1                                                                       | 3   | Scott McLaughlin      | Team Penske                             | Chevrolet | 100    | 1:51:27.3466 | 2         | 1    | 49             | 54   |
| 2                                                                       | 10  | Álex Palou            | Chip Ganassi Racing                     | Honda     | 100    | +0.5095      | 2         | 10   | 1              | 41   |
| 3                                                                       | 12  | Will Power W          | Team Penske                             | Chevrolet | 100    | +2.4671      | 2         | 2    | 1              | 36   |
| 4                                                                       | 26  | Colton Herta W        | Andretti Autosport with Curb-Agajanian  | Honda     | 100    | +15.8442     | 2         | 3    |                | 32   |
| 5                                                                       | 28  | Romain Grosjean       | Andretti Autosport                      | Honda     | 100    | +18.4525     | 2         | 5    |                | 30   |
| 6                                                                       | 21  | Rinus VeeKay          | Ed Carpenter Racing                     | Chevrolet | 100    | +20.6514     | 2         | 4    | 13             | 29   |
| 7                                                                       | 15  | Graham Rahal W        | Rahal Letterman Lanigan Racing          | Honda     | 100    | +21.4181     | 2         | 11   |                | 26   |
| 8                                                                       | 9   | Scott Dixon           | Chip Ganassi Racing                     | Honda     | 100    | +22.0277     | 3         | 7    | 26             | 25   |
| 9                                                                       | 8   | Marcus Ericsson       | Chip Ganassi Racing                     | Honda     | 100    | +22.3674     | 2         | 8    |                | 22   |
| 10                                                                      | 51  | Takuma Sato           | Dale Coyne Racing with Rick Ware Racing | Honda     | 100    | +23.2743     | 2         | 22   |                | 20   |
| 11                                                                      | 30  | Christian Lundgaard R | Rahal Letterman Lanigan Racing          | Honda     | 100    | +24.4244     | 2         | 15   |                | 19   |
| 12                                                                      | 5   | Patricio O'Ward       | Arrow McLaren SP                        | Chevrolet | 100    | +26.2750     | 3         | 16   |                | 18   |
| 13                                                                      | 45  | Jack Harvey           | Rahal Letterman Lanigan Racing          | Honda     | 100    | +31.6687     | 3         | 23   |                | 17   |
| 14                                                                      | 06  | Hélio Castroneves W   | Meyer Shank Racing                      | Honda     | 100    | +33.5985     | 3         | 17   |                | 16   |
| 15                                                                      | 60  | Simon Pagenaud        | Meyer Shank Racing                      | Honda     | 100    | +34.2147     | 3         | 6    |                | 15   |
| 16                                                                      | 2   | Josef Newgarden W     | Team Penske                             | Chevrolet | 100    | +36.2603     | 3         | 9    |                | 14   |
| 17                                                                      | 7   | Felix Rosenqvist      | Arrow McLaren SP                        | Chevrolet | 100    | +39.0361     | 3         | 21   |                | 13   |
| 18                                                                      | 14  | Kyle Kirkwood R       | A. J. Foyt Enterprises                  | Chevrolet | 100    | +58.1240     | 3         | 12   |                | 12   |
| 19                                                                      | 77  | Callum Ilott R        | Juncos Hollinger Racing                 | Chevrolet | 100    | +58.7223     | 3         | 19   |                | 11   |
| 20                                                                      | 27  | Alexander Rossi       | Andretti Autosport                      | Honda     | 100    | +59.1634     | 2         | 13   | 10             | 11   |
| 21                                                                      | 20  | Conor Daly            | Ed Carpenter Racing                     | Chevrolet | 100    | +1:00.1358   | 3         | 20   |                | 9    |
| 22                                                                      | 29  | Devlin DeFrancesco R  | Andretti Steinbrenner Autosport         | Honda     | 100    | +1:02.8613   | 3         | 18   |                | 8    |
| 23                                                                      | 48  | Jimmie Johnson        | Chip Ganassi Racing                     | Honda     | 99     | +1 rondes    | 2         | 26   |                | 7    |
| 24                                                                      | 11  | Tatiana Calderón R    | A. J. Foyt Enterprises                  | Chevrolet | 97     | +3 rondes    | 4         | 25   |                | 6    |
| 25                                                                      | 4   | Dalton Kellett        | A. J. Foyt Enterprises                  | Chevrolet | 62     | Mechanisch   | 3         | 14   |                | 5    |
| 26                                                                      | 18  | David Malukas R       | Dale Coyne Racing with HMD Motorsports  | Honda     | 23     | Contact      | 1         | 24   |                | 5    |
| Snelste ronde: Conor Daly (Ed Carpenter Racing) – 01:00.9868 (ronde 53) |     |                       |                                         |           |        |              |           |      |                |      |
| Bron:                                                                   |     |                       |                                         |           |        |              |           |      |                |      |

## Tussenstanden kampioenschap
| Pos. | Coureur          | Punten |
| ---- | ---------------- | ------ |
| 1.   | Scott McLaughlin | 54     |
| 2.   | Álex Palou       | 41     |
| 3.   | Will Power       | 36     |
| 4.   | Colton Herta     | 32     |
| 5.   | Romain Grosjean  | 30     |

| Pos. | Team      | Punten |
| 1.   | Chevrolet | 91     |
| 2.   | Honda     | 72     |